# 료마가 간다
《료마가 간다》(일본어: 竜馬がゆく 료마가유쿠[*])는 시바 료타로의 장편소설이다. 산케이 신문 석간에 1962년 6월 21부터, 1966년 5월 19일까지 연재되었다. 1963년부터 1966년까지 분게이슌주에서 간행되었다.

## 개요
에도 막부 말기의 일본을 선도한 사카모토 료마를 주인공으로 한 역사소설이며, 인기 역사소설가 시바 료타로의 대표작이다. 당시까지 료마는 일본인들에게 널리 알려진 인물은 아니었는데, 메이지유신(명치유신)의 숨은 공로자로 료마라는 인물이 있었음을 많은 일본인들이 알게되었고, 일본에서의 료마의 이미지는 이 작품으로 인해 만들어졌다고 말해진다. 작가가 역사 속에 숨어있는 인물을 발굴해서 대중에게 널린 알린 케이스다. 작품 안에서 료마(竜馬)라고 표기되어 있는데 료를 '龍'라고 표기하지 않은 이유는 작가 자신이 픽션으로써의 그를 썼기 때문이라고 말해지고 있다.
도사번 상인계급의 둘째아들로 태어난 료마는 어린시절 변변치 않은 아이였다. 그런 그가 도쿄로 상경하여 무사수업에 나선다. 그런 수업기에 1853년 미국의 군함 4척이 나타나 대포를 쏘는 사건이 발생한다. 흑선의 압력으로 일본은 개국으로 방향을 틀고 많은 인사들은 막부의 무능함에 실망한다.
이 작품은 료마를 중심으로 막부에 대항하는 수많은 개혁파 인물들이 등장한다. 교토를 중심배경으로 벌어지는 싸움과정에서 수많은 인물들이 피를 흘리며 죽어갔다. 그중에서 살아남은 소수의 인물들이 메이지유신 후 일본 개혁의 중심들이 되는데, 이토 히로부미, 무쓰 무네미쓰 등이 그런 인물이다. 료마는 안타깝게도 그 혁명의 완수를 보지 못하고 교토에서 1867년 사망했다.
료마는 약간 특이한 인물이었다. 뭔가 어리숙해 보이고 부족해 보이면서도 낙천적인 기질이었으며 무술은 또 고수였다. 료마는 도사번에서도 이류 계급출신이고 개혁파의 선구자도 아니었다. 전란을 통해 많은 뛰어난 인재들이 희생되면서 그의 역할이 서서히 중요성을 가지게 된다. 무술 고단자이면서도 칼로 모든 것을 해결하려는 당시 우국지사들과는 달리 해군의 중요성과 무역에 관심을 가졌다. 그래서 세계관이 넓었던 막부인물인 가쓰 가이슈를 스승으로 모시며 시국관을 나누고 해군을 키우는 데 노력한다. 료마를 따르던 도사번의 인물 중에는 후에 미쓰비시 그룹의 창립자인 이와사키 야타로도 있었다.
반막부 개혁파는 조슈 번(현재 야마구치 현)과 사쓰마 번(현재 가고시마 현)이 중심이었는데 이들은 서로 주도권을 잡으려고 노력하는 과정에서 서로를 믿지 못하고 싸우는 과오를 범하게 된다. 특히 개혁파의 선도세력 조슈 번의 피해가 컸다. 이때 이들 세력을 중재한 것이 료마였다. 아울러 눈치를 보던 도사 번(현재 시코쿠의 고치현)까지 개혁파에 합류시킴으로써 메이지 유신에 결정적인 영향을 미쳤다.
유신 후 조슈 번은 육군의 핵심세력이 되고, 사쓰마 번은 해군의 핵심세력이 되었다.
대하드라마나 각 민영방송국에서 수차례 드라마화되었다. 한국에서는 제국의 아침(료마가 간다 번역판)이라는 소설로 번역되었다. 최근에는 다시 <료마가 간다 (전 10권)>(시바 료타로 지음, 이길진 옮김, 창해)로 출판되었다. 한국에서도 료마를 주인공으로 하는 일본만화들도 번역 출판 중에 있다.
그러나 역사적으로 대단치 않은 인물 료마를 지나치게 미화해서 그렸다는 평가도 있다.

## 주요인물
- 사카모토 료마 : 도사번의 낭인지사. 가쓰 가이슈에게 배워, 군함을 손에 넣으려고 분주한다. 어린아이같은 모습이 남아있는 동시에, 종잡을 수 없는 성격을 가지고 있다.
- 가쓰 가이슈 : 막부의 가신. 료마에게 있어서는 스승이다. 막부출신으로는 특이하게 개혁적이고 외국에 관심이 많았다. 해군에 큰 영향력을 가졌는데, 료마에게 큰 힘이 되어 주었다.
- 무쓰 요노스케 : 후의 무쓰 무네미쓰. 기슈번 출신. 가이엔타이(海援隊)에 참가하여 료마의 오른팔로써 활약한다. 메이지 유신 후에 외무대신이 된다.
- 고토 쇼지로 : 도사 번 무사. 야마우치 요도에게 대정봉환을 진언(進言)하다.
- 오토메 : 료마의 누나. 큰 체격에 남자같은 대장부 성격으로, 료마에게 준 영향은 헤아릴 수 없다.
- 오료 : 료마의 아내. 지낼 곳이 없을 때, 료마가 보호해주어 데라다야에서 살게 된다.
- 오토세 : 데라다야의 여주인. 료마에게 반했지만, 그것을 겉으로 드러내지 않는다. 갈 곳이 없는 오료를 양녀로 맞이한다.
- 이와사키 야타로 : 도사번의 지게로닌. 도사상회의 주임으로 료마의 카이엔타이(해원대)를 돕는다.

## 일화
이 작품은 시바 료타로의 대표작 중 하나이며, 동시에 료마상(像)을 확립한 작품이다. 또한, 당시 사카모토 료마의 탄생일에는 이설이 있었지만, 이 작품에서 11월 15일을 사용했기 때문에 료마의 탄생일이 11월 15일이 되었다는 설화가 있다.

### 쵸린보사건
1983년 9월, 교토신문 광고에 '쵸린보'(ちょうりんぼう, 부라쿠민에 대한 차별적 단어.)라고하는 차별하는 단어를 사용하여, 부라쿠민 해방 동맹이 이것에 대해 항의했다. 교토신문사는 『료마가 간다』에 사용된 말을 차용했다고 해명하였고, 동맹은 시바를 규탄하게 된다. 1983년 12월에 동맹은, 교토 부라쿠민 해방 센터의 차별확립회의 자리에 시바를 불렀다. 이 자리에서 시바는 "죠리(長吏)와 인간의 존엄성에 대하여"라고 하는 해명문을 낭독했다. 야유로 인해 떠들썩하게 된 회장은 시바의 부라쿠민 차별에 대한 비판과 명석한 문장을 듣고 조용해졌으며, 그 뒤 규탄은 사라지게 되었다. 오히려 시바는 집필 당시 "쵸린보"가 차별어라는 것을 몰랐고, 오래된 도사 사투리로 '바보'를 의미하는 매도하는 단어의 한 종류라고 인식했었다라고 해명하였다. 또한 부라쿠민 해방 동맹으로부터 차별어라는 지적을 받은 후, 출판사에 바로 해당부분의 소거를 요청했다고 한다.

## 드라마

### 1965년 판
1965년 4월 19일 ~ 11월 22일 9시부터 9시 30분까지 마이니치 방송에서 방송되었다. 주인공은 나카노 세이야. 총 32회.

### 1968년 판
NHK 대하드라마. 주인공은 기타오지 긴야. 료마가 간다 (1968년 드라마) 참조.

### 1982년 판
1982년 1월 2일 0시부터 오후 11시 53분까지 TV 도쿄의 '12시간 초 와이드 드라마 '에서 방송되었다. 주인공은 요로즈야 긴노스케이며, 전부 5화로 구성되어있다.

### 1997년 판
1997년 1월 1일 6시부터 11시 9분까지 TBS에서 방송된 TBS대형 시대극 스페셜 중 하나.

### 2004년 판
TV 도쿄의 '신춘(春) 와이드 시대극'중 하나로 2004년 1월 2일 방송되었다.
제1부 출발, 제2부 탈번, 제3부 습격, 제4부 희망으로 4부로 구성되어있다.